# Cadu (ur. 2004)
Cadu, właśc. Carlos Eduardo Amaral Pereira de Castro (ur. 24 maja 2004 w Divinópolis) – brazylijski piłkarz występujący na pozycji napastnika, od 2023 roku zawodnik Atlético Mineiro.